# Апатоу, Айрис
Айрис Апатоу (англ. Iris Apatow; род. 12 октября 2002, Лос-Банос, Калифорния) — американская актриса, наиболее известная своей ролью Арайи в сериале Netflix «Любовь».

## Биография
Айрис Апатоу родилась в семье режиссёра Джадда Апатоу и актрисы Лесли Манн. Она дебютировала в кино, снявшись вместе со своей сестрой Мод в фильме отца «Немножко беременна» в роли Шарлотты. Позже в этой же роли она снялась в фильме-сиквеле «Любовь по-взрослому». Наибольшая известность к ней пришла в 2016 году, когда она появилась в роли Арайи в телесериале «Любовь».

## Фильмография
| Год          |     | Русское название        | Оригинальное название | Роль                             |
| ------------ | --- | ----------------------- | --------------------- | -------------------------------- |
| 2007         | ф   | Немножко беременна      | Knocked Up            | Шарлотта                         |
| 2009         | ф   | Приколисты              | Funny People          | Ингрид                           |
| 2012         | ф   | Любовь по-взрослому     | This Is 40            | Шарлотта                         |
| 2016         | мф  | Полный расколбас        | Sausage Party         | Ягодные конфеты/Кокосовое молоко |
| 2016—2018    | с   | Любовь                  | Love                  | Ария Хопкинс                     |
| 2022         | ф   | Пузырь                  | The Bubble            | Кристал Крис                     |
| 2022         | кор | Водка                   | Vodka                 | девочка                          |
| 2023 — н. в. | с   | Неуравновешенный        | Unstable              | Джорджия                         |
|              | ф   | Страдания юного Вертера | Young Werther         | Сисси                            |
|              | ф   | Балерина Овердрайв      | Ballerina Overdrive   |                                  |

### Музыкальные клипы
| Год  | Название          | Исполнитель      | Примечания |
| ---- | ----------------- | ---------------- | ---------- |
| 2017 | "Sonora"          | Spendtime Palace | [ 7 ]      |
| 2021 | "SOUR Prom"       | Оливия Родриго   | [ 8 ]      |
| 2023 | "Bad Idea Right?" | Оливия Родриго   | [ 9 ]      |